# كارميلينا موسكاتو
كارميلينا موسكاتو (ولدت في 2 مايو 1984) هي لاعبة كرة قدم كندية حصلت على ميدالية برونزية أولمبية. مثلت المنتخب الوطني الكندي للسيدات .

## حياتها السابقة
ولدت في ميسيسوجا ، أونتاريو ، لأبوين من صقلية ، بدأت موسكاتو بلعب كرة القدم في سن الرابعة عندما بدأت اللعب في ديكسي.  درست في مدرسة سانت فرانسيس كزافييه الثانوية في ميسيسوجا. لعبت أيضا لفريق نادي برلنغتون. 
في عام 2005 ساعدت فريق نيتاني ليونز على الفوز بأربع بطولات. خلال فترة وجودها في ولاية بنسلفانيا، لعب الفريق مباريات في نصف نهائي كأس الكلية عامي 2002 و 2005. 

## مسيرتها المهنية

### من كندا إلى إيطاليا والسويد، 2005-2011
انضمت موسكاتو إلى فانكوفر وايتكابس في عام 2003 ولعبت 256 دقيقة خلال مبارياتها الخمس. سجلت ثلاثة أهداف وثلاث تمريرات حاسمة في ذلك الموسم قبل انضمامها إلى أوتاوا فيوري في 2005.

قضت موسكاتو عامي 2009 إلى 2010 مع تافاغناسو في الدوري الإيطالي، القسم الأعلى لكرة القدم في إيطاليا، قبل الانضمام إلى المنتخب الوطني للتدريب متوجهًة إلى كأس العالم للسيدات 2011 .  سجلت مرة واحدة في 15 مباراة بالدوري ولعبت كمدافع.  في يوليو 2011 ، انضمت موسكاتو إلى زملائها الوطنيين الكنديين ميليسا تانكريدي وستيفاني لابيه للعب في بيتيا، وهو ناد سويدي. بدأت مبارياتها العشرة مع النادي وسجلت هدفاً واحداً.  
في عام 2013 ، انضمت إلى شيكاغو ريد ستارز للموسم الافتتاحي للدوري الوطني لكرة القدم النسائية (NWSL) . لعبت بخمس مباريات للنادي.  في 29 يونيو 2013 ، تم الإعلان عن أنها نقلت إلى بوسطن بريكرز بجانب زميلتها في الفريق الوطني الكندي، ادريانا ليون .  لعبت بخمس مباريات مع بريكرز خلال الفترة المتبقية من الموسم. في 10 سبتمبر 2013 ، تم بيعها إلى سياتل رين إف سي مقابل زميلتها لاعبة المنتخب الوطني الكندي كايلين كايل استعدادًا لموسم 2014 . 

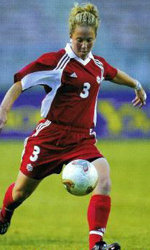
صورة كارميلينا موسكاتو

في عمر 16 عامًا، ظهرت موسكاتو لأول مرة في المنتخب الوطني الكندي لما دون 20 عامًا في 6 فبراير 2001 ، خلال هزيمة بنتيجة 3-2 أمام فنلندا في كأس أديداس في هيوستن، تكساس. مثلت كندا أثناء استضافة البلاد لبطولة العالم للسيدات تحت 19 سنة عام 2002 ، حيث لعبت جميع المباريات الست وساعدت كندا على الوصول إلى المباراة النهائية قبل خسارتها أمام الولايات المتحدة.
في 3 أبريل 2002 ، لعبت موسكاتو أول مرة مع منتخب كندا للسيدات ، حيث لعبت 19 دقيقة في تعادل 0-0 ضد أستراليا . لعبت موسكاتو في بطولات كبرى مثل كأس الكونكاكاف الذهبية للسيدات لعام 2002 ، وكأس العالم للسيدات 2003 ، ودورة تصفيات الكونكاكاف الأولمبية عام 2004. بعد توقف لمدة عامين عن اللعب، عادت إلى المشهد الدولي في عام 2009 ، ولعبت لكندا خلال كأس العالم للسيدات 2011 في ألمانيا والألعاب الأولمبية الصيفية لعام 2012 في لندن. وتشمل بعض أبرز نجاحاتها مع الفريق الفوز في بطولة كونكاكاف 2010 في كانكون، وكأس قبرص في مارس 2011 ، والميدالية البرونزية في دورة الألعاب الأولمبية 2012. 

## المسيرة التدريبية
كانت موسكاتو مدربًا مساعدًا في جامعة ويسكونسن.  كانت تعمل كمساعدة مدرب لويزفيل كاردينالز. 
في أغسطس 2016 ، قامت موسكاتو بتدريب فريق السيدات تحت سن 15 عامًا في كندا إلى المركز الثاني في بطولة كونكاكاف للفتيات تحت 15 عام 2016 . 

## روابط خارجية
- كارميلينا موسكاتو على موقع الاتحاد الدولي (مؤرشف)  (الإنجليزية)
- كارميلينا موسكاتو على موقع الاتحاد الأوربي (الإنجليزية)
- كارميلينا موسكاتو على موقع قاعدة بيانات كرة القدم.إي يو (الإنجليزية)
- كارميلينا موسكاتو على موقع Soccerway.com (الإنجليزية)
- كارميلينا موسكاتو على موقع أوليمبيديا (الإنجليزية)
- كارميلينا موسكاتو – سجل منافسات الفيفا
- شيكاغو ريد ستارز
- ملف لاعبوا بوسطن بريكرز
- 20 سؤال مع كارميلينا موسكاتو